# 土市駅
土市駅（どいちえき）は、新潟県十日町市新宮にある、東日本旅客鉄道（JR東日本）飯山線の駅である。

## 歴史
- 1929年（昭和4年）9月1日：開業[1][2]。
- 1944年（昭和19年）6月1日：国有化により、運輸通信省（後の日本国有鉄道）飯山線の駅となる[2]。
- 1961年（昭和36年）6月10日：業務委託駅となる[3]。
- 1970年（昭和45年）12月21日：貨物の取り扱いを廃止[2]。
- 1982年（昭和57年）11月1日：荷物の扱いを廃止[4]。駅員無配置駅となり[5]、簡易委託化[1][6]。
- 1987年（昭和62年）4月1日：国鉄分割民営化により、東日本旅客鉄道の駅となる[2]。
- 1991年（平成3年）：簡易委託終了し、完全無人化[1]。
- 2000年（平成12年）12月：現在の駅舎が完成[1]。
- 2015年（平成27年）：大地の芸術祭 越後妻有アートトリエンナーレ開催に伴い、台湾の絵本作家幾米（ジミー・リャオ）の作品『忘記親一下（邦題：幸せのきっぷ Kiss & Goodbye）』を主題としたパブリックアート空間となる[7][8][9]。

## 駅構造
越後川口方面に向かって右側にある単式ホーム1面1線を有する地上駅である。かつては島式ホーム1面2線であったが、現在は駅舎側の1線が廃止されている。
無人駅で、駅舎は2000年（平成12年）12月に改築された。待合室の機能のみで、トイレはない。

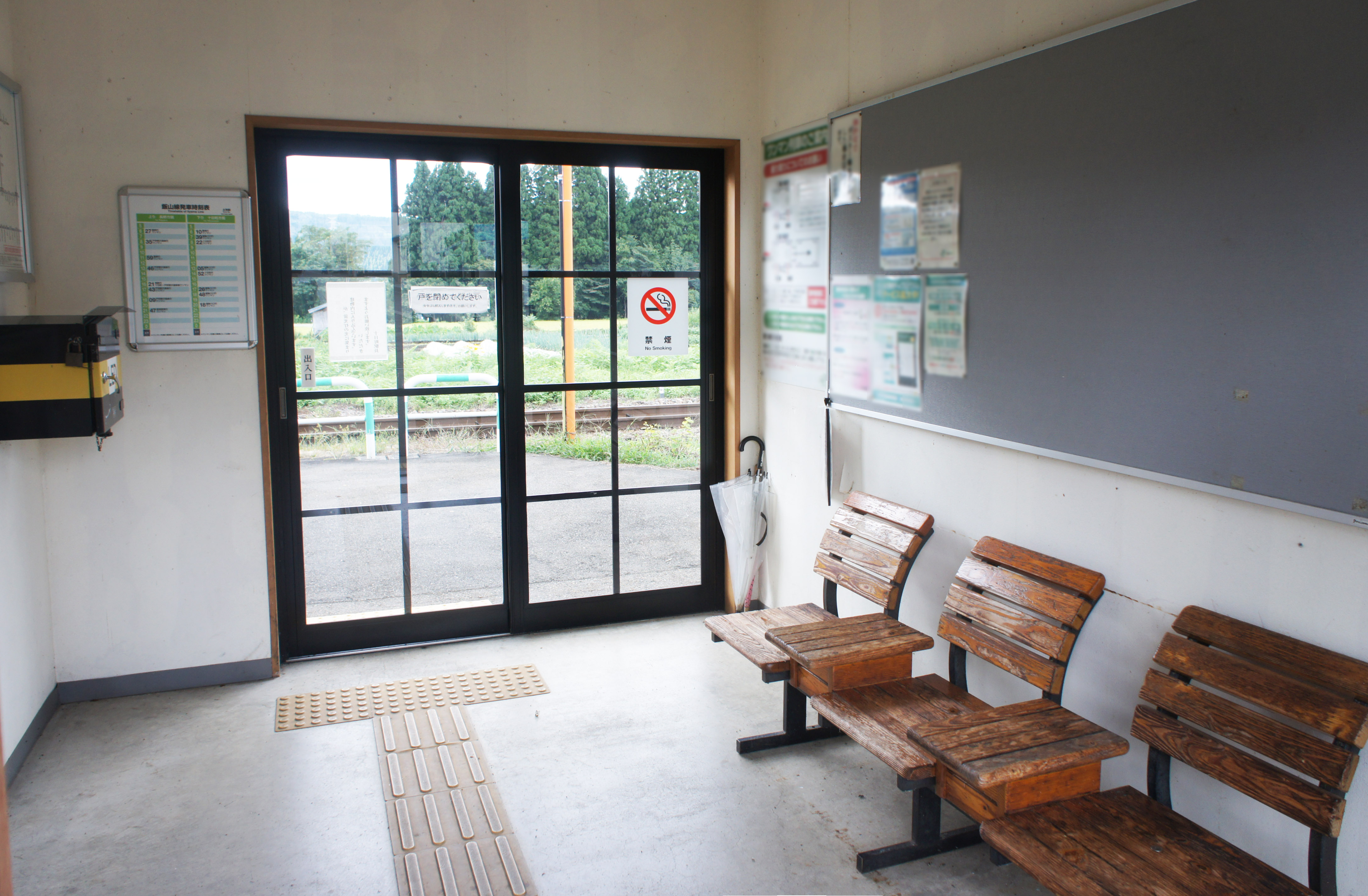
待合室（2021年9月）
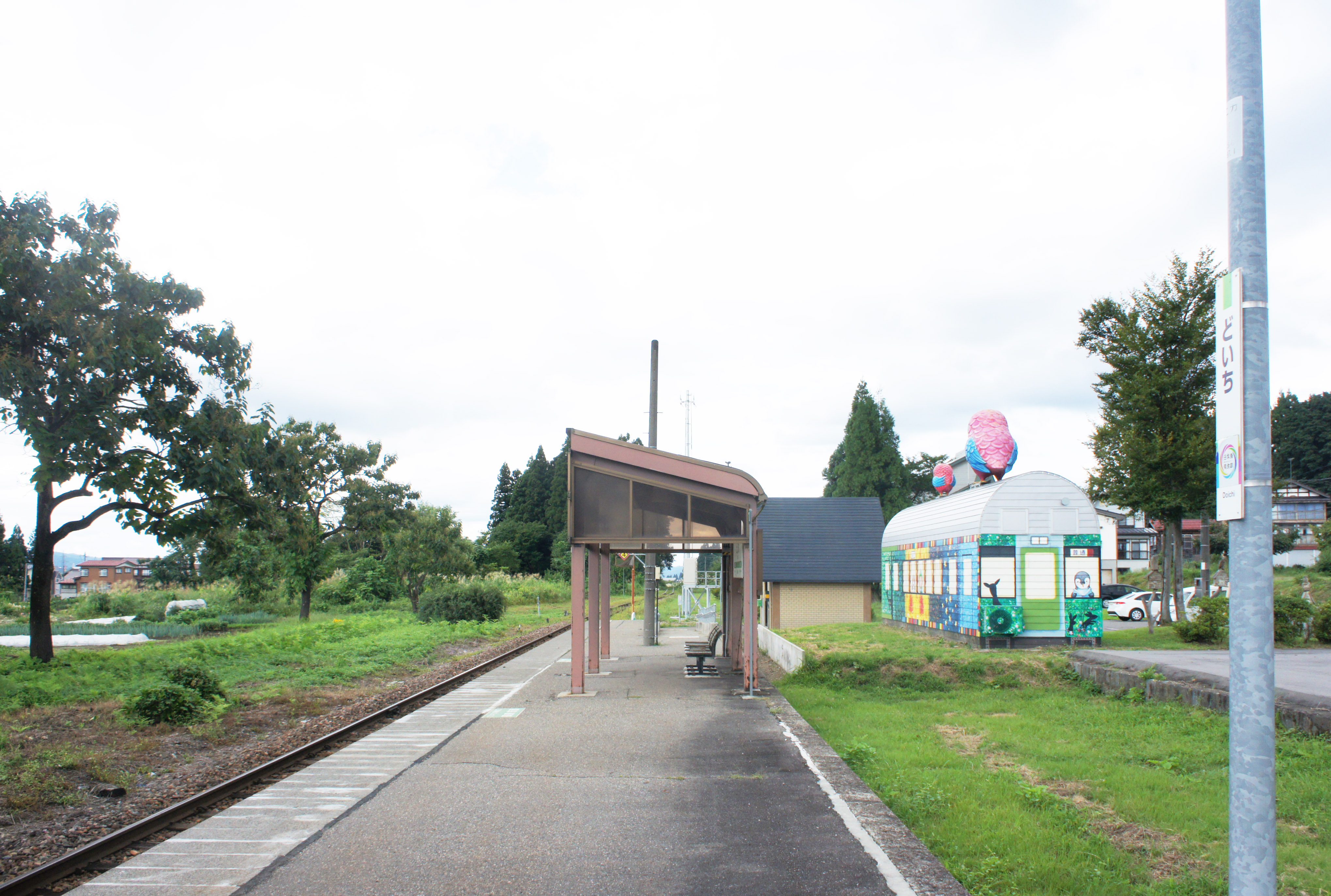
ホーム（2021年9月）
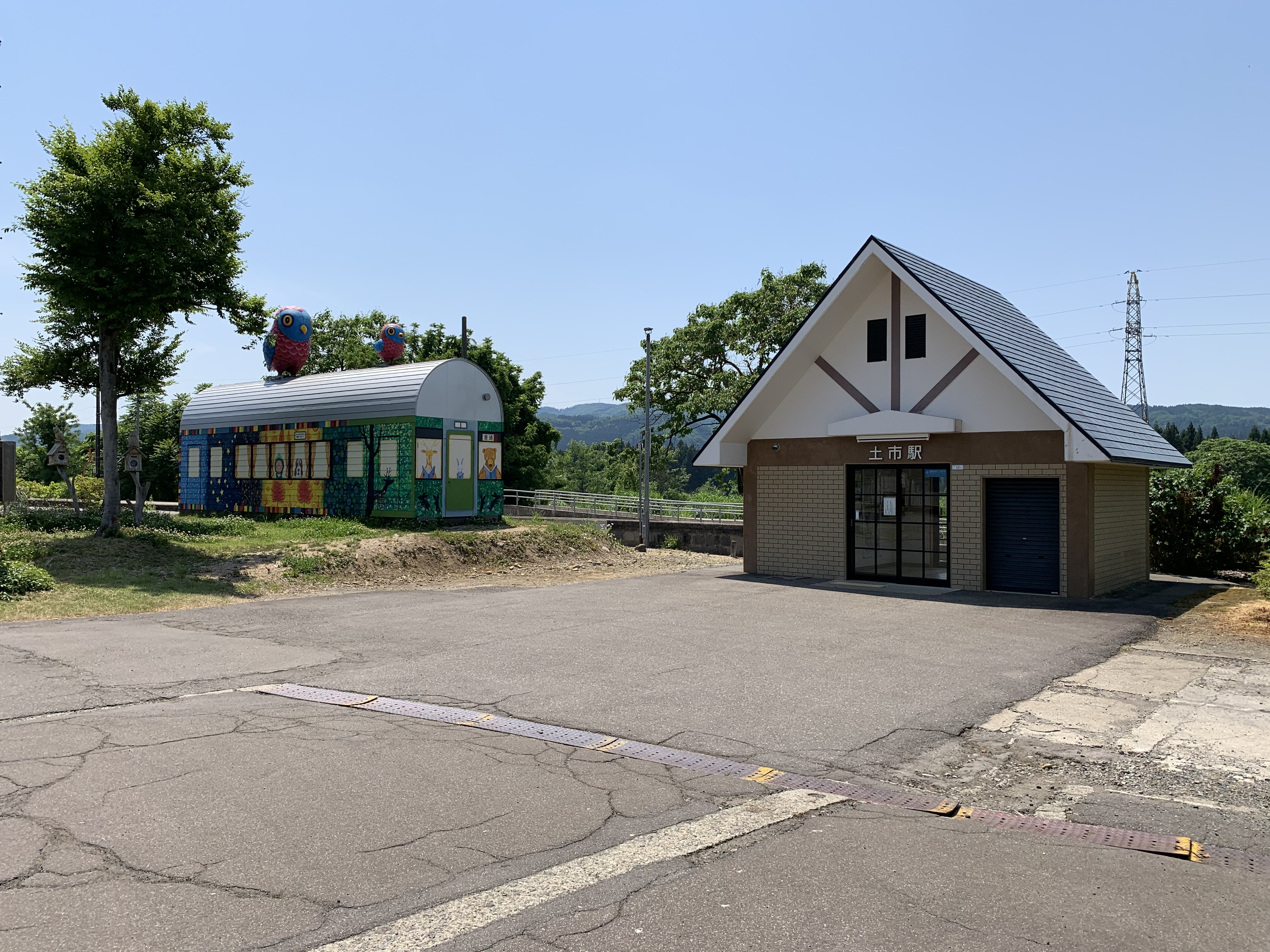
幾米の芸術作品と駅舎

## 駅周辺
- JA十日町 水沢支店
- 国道117号
- 土市郵便局

## 隣の駅
東日本旅客鉄道（JR東日本）
■飯山線
越後水沢駅 - 土市駅 - 十日町駅